# Serjania caracasana
Serjania caracasana är en kinesträdsväxtart som först beskrevs av Jacquin, och fick sitt nu gällande namn av Willdenow. Serjania caracasana ingår i släktet Serjania och familjen kinesträdsväxter. Inga underarter finns listade i Catalogue of Life.